# Северная кампания
Северная кампания (англ. Northern Campaign) — вооружённый конфликт, инициированный ирландскими националистами и силами Ирландской республиканской армии на территории острова Ирландия во время Второй мировой войны и продолжавшийся с 1942 по 1944 годы. Согласно плану, Северное командование ИРА планировало воспользоваться отвлечённостью Великобритании на фронтах Второй мировой и нанести несколько ударов с целью вернуть под свой контроль остров целиком и полностью. План, однако, полностью провалился, поскольку части ИРА не действовали слаженно и не были в состоянии вести масштабную войну. Называть этот конфликт «кампанией» начали на Совете ИРА, а затем это название укрепилось в историографии Ирландии.

## Предыстория
В феврале 1941 года несколько членов Северного командования ИРА встретились на военной конференции в Белфасте. Северное командование отвечало за действия волонтёров в графствах Антрим, Арма, Даун, Фермана, Тирон и Лондондерри, а также во всех крупных городах (в том числе в Дерри и Белфасте). Председателем конференции стал Хью Макатир, позднее командир ИРА в Белфасте. На встрече присутствовали более 30 человек, в том числе:
- Шон Долан (адъютант Макатира)
- Джеральд О’Рили (офицер разведки)
- Пэтси Хикс (командир группы ARP)
- Дэн Макаллистер
- Том Уильямс, командир роты C

На встрече было принято решение о назначении Макатира главой Северного командования, О’Рили — личным адъютантом в штабе Северного командования, Джона Грэма — офицером разведки. Темой конференции стала возможная кампания против правительства Северной Ирландии и боевые действия против Британской армии. Командование рассчитывало в этот раз добиться окончательного объединения ирландских земель. На той же встрече было принято решение о смене руководства всей ИРА, поскольку часть её лучших командиров попала в тюрьму или погибла.
Северное командование и добровольцы ИРА, базировавшиеся в Северной Ирландии, гораздо чаще избегали задержаний и арестов, чем их коллеги на территории Республики Ирландии. Свободы передвижения ирландцы не ощущали в Северной Ирландии, в отличие от жителей Ирландского свободного государства, но вместе с тем не были дискредитированы действиями бывшего начальника штаба Стивена Хейса, в адрес которого было заведено скандально известное уголовное дело, нанёсшее значительный моральный ущерб ИРА. Хейс, который оказался британским информатором и шпионом, выдал значительное количество ирландских боевиков, которые были арестованы и брошены в тюрьму, однако большая часть сил ИРА к югу от границы не пострадала от действий Хейса.

## Сила ИРА
ИРА была в буквальном смысле разделена в тот период: часть из них были в лагерях и тюрьмах графства Килдэр, местечке Керраг, часть оставались на свободе. В дополнение к этому, в политической жизни ирландцев также был раскол по поводу дальнейших действий ИРА. Провал плана S привёл к тому, что были обнародованы факты сотрудничества ИРА с Абвером, а высадка американских войск на острове, осуществлённая 26 января 1942, ухудшала положение. Британское правительство решило не призывать жителей Северной Ирландии на воинскую службу по причине протестов 1941 года, но те сами вступили в британскую армию, снижая тем самым потенциальную численность ИРА.
Изменения в законодательстве Ирландии и Великобритании привели к тому, что в 1940 году были утверждены более жёсткие законы против ИРА. Уже с 1938 года проводилось интернирование ирландских повстанцев, а в совокупности с арестами и казнями это ослабило боевой дух ирландцев и расшатало структуру ИРА. В знак протеста пленные начали устраивать массовые голодовки, которые сказались ещё хуже на структуре. Только не арестованные ещё солдаты ИРА оставались боеспособными.
Историк Джей Боуйер Бэлл утверждает, что к началу 1942 года в составе Белфастской ячейки ИРА насчитывалось 300 человек из 4 рот. Подчинялись они непосредственно Северному командованию, и даже по сравнению с другими ячейками ИРА в других городах белфастские подразделения были самыми сильными. Для усиления за помощью Северное командование обратилось к главе Восточного командования Патрику Дермоди, главе Западного командования Томми Фарреллу и лидерам Дублинской ячейки Чарли Керинсу и Мику Куиллу.
Тайники с оружием у ирландцев продолжали существовать, но были разбросаны по деревням Ирландии и скрывались в недоступных районах. О них знали от силы два человека на каждую деревню. Подразделения ИРА в сельских районах не были в объективе внимания Генеральной штаб-квартиры ИРА, поскольку в течение 10 лет не вступали ни в какие столкновения. В апреле 1942 года новоизбранный Военный совет ИРА начал делать попытки установления связи со своими ячейками и сбору хранившегося в тайниках оружия.
Согласно плану Военного совета ИРА, как утверждает Бэлл, необходимо было предварительно собрать оружие по тайникам из всех 26 графств, перевезти его к границе и до начала операции передать его частям в Северной Ирландии. Уже к августу эта операция была в самом разгаре: Томми Фаррелл и Патрик Дермоди сообщили, что было собрано порядка 12 тонн оружия, боеприпасов и взрывчатки, а власти Ирландии и Великобритании ничего об этом не знают. Далее после сбора оружия его необходимо было раздать всем боевикам ИРА: отряды наподобие коммандос численность по 40-50 человек с юга должны были нанести первые удары, чтобы начать официально операцию. Такая тактика, известная как тактика «летучих колонн», использовалась и в Пограничной кампании ИРА спустя почти 15 лет. Подробнее об этом было написано в руководстве по обучению боевиков «Зелёная книга».

## Хронология событий

### 1942
- В годовщину Пасхального восстания ИРА трижды вступила в стычки со своими противниками в Северной Ирландии и на территории самой Республики Ирландия. Северное командование ИРА для отвлечения санкционировало «утечку данных» о Белфастской роте C: это была «подсадная утка» для Королевской полиции Ольстера, чтобы временно вывести её из игры. Впрочем, операция провалилась: в ходе перестрелки на Коунпор-Стрит в Белфасте был убит один из полицейских, а шесть боевиков ИРА были арестованы (в числе арестованных был Джо Кэхилл). Пятеро из осуждённых были приговорены к смертной казни, но затем их помиловали. Шестым, который помилование не получил, оказался Том Уильямс, казнённый через повешение[6][7]. В Дублине полиция Ирландии параллельно попыталась арестовать Лазэриана Мангана и Брендана Биэна. Манган колебался, прежде чем сложить оружие, но Биэн настойчиво призывал его бросить ему оружие, обещая разобраться в одиночку с полицейскими. Биэна осудили на 14 лет тюрьмы. В Страбэйне Фрэнк Моррис стал участником ещё одного инцидента на Пасхальное восстание, обстреляв контрольно-пропускной пункт Королевской полиции Ольстера. Через 10 часов его поймала полиция: Моррис забрался в реку по самую шею, рассчитывая, что его не обнаружат.
- 20 апреля был созван новый Совет ИРА по случаю прогремевших инцидентов на Пасху. Известно, что Оуэн Макнейми в то время установил контакт с Третьим Рейхом и вышел на связь с агентом абвера Гюнтером Шутцем.
- 19 июля Хью Макатир был назначен начальником штаба при ИРА и получил в своё распоряжение адъютанта Чарли Керинса. Макатир в то время уже был главой Северного командования, что свидетельствовало о расширении его полномочий и усиления его власти в армии. Исполнительная власть фактически перешла из Дублина в Белфаст.
- 15 августа Военный совет ИРА собирается, чтобы подтвердить детали Северной кампании и начать её пропаганду. На этом этапе оружие и припасы из Западного и Восточного командований ИРА были собраны на границе и готовы к переброске в Северную Ирландию.
- 30 августа штаб-квартира ИРА посылает солдатам сигнал о готовности к переброске оружия через границу. Так, в Ньюри (графство Даун) той ночью было перевезено три тонны материала на двух грузовиках, которые без каких-либо инцидентов проехали через блокпосты и не вызвали подозрений у полиции. Оружие было спрятано на ферме Маккафферти близ Ханнастауна в графстве Антрим. Доброволец Джерри О’Каллаган, который следил за ходом операции, лично направился в Белфаст с докладом, в котором сообщил, что переброска оружия успешно была завершена и к операции можно приступать. К его же не счастью, один из добровольцев, посланный за О’Каллаганем, оказался под наблюдением сотрудников полиции, которые ворвались в здание. В ходе перестрелки О’Каллаган погиб, и три тонны оружия были захвачены. Впрочем, перевозка оружия проводилась не только в этом районе.
- 1 сентября Военный совет издал приказ, согласно которому в случае казни Тома Уильямса все войска должны прийти в полную боевую готовность и нанести первый удар.
- 2 сентября был повешен Том Уильямс. Сразу же после его казни была предпринята первая атака на казармы Британской армии в Кроссмэглене в графстве Арма. Двадцать боевиков под командованием Патрика Дермоди на одном грузовике и одном легковом автомобиле прибыли на место стычки. Согласно записям из дневника бойца ИРА Гарри Уайта, они собирались совершить аналогичную расправу над британским офицером и повесить его самого. Однако полицейский патруль близ местечка Каллавиль обнаружил боевиков и бросился в погоню за ними. Ранение получил один боевик ИРА и один полицейский. Как завершилась перестрелка — это до сих пор является объектом споров историков. Официально отряд ИРА капитулировал и был отпущен, а всех его членов отправили в Дублин, однако тот же Уайт утверждает, что в плен сдались только два человека, и это были полицейские. Так или иначе, но факт, что атака была сорвана, является подтверждённым, и атаковать без эффекта внезапности не имело смысла. Происшествие вызвало озабоченность у Ирландии, которые были уверены, что ИРА была отброшена далеко на юг и не могла добраться до границы и предпринять атаку такого масштаба. Арестованы были Лиам Коттер и Джерри Махони из Листауэла (графство Керри). Официально ИРА не отправляла никаких документов об объявлении войны, выпустив только специальный манифест. Его текст был опубликован в газете The Times, журналисты которой назвали действия ИРА подлым поступком, совершённым в самый трудный час для Англии[8]:

В настоящий момент уместно объявить об отношении ИРА к текущей ситуации в мире. ИРА не может признать право Британии и/или других Держав размещать свои вооружённые силы или военные базы на любой части ирландской территории без свободного согласия ирландского народа. ИРА по этой причине оставляет за собой право применить любые меры и методы, чтобы очистить эту территорию от подобных сил.
Без сомнения, тактика Британии направлена на то, чтобы устроить провокацию против американских солдат и ирландских партизанских сил. В случае, если в военных действиях между Британией и Республикой Ирландии американцы вмешаются в конфликт с ирландской армией, ответственность должны взять на себя те, кто позволил использовать северо-восток Ирландии как военную базу без свободного согласия ирландского народа.
Оригинальный текст (англ.)The present moment is opportune to declare the attitude of the IRA to the present world situation.  The IRA cannot recognize the right of England or and other Power to maintain her forces in or base them on any part of the Irish territory without the free consent of the Irish people.  The IRA therefore reserves the right to use whatever measures present themselves to clear this territory of such forces.

...

It will be undoubtedly part of Britain's tactics to provoke conflict between American troops and Irish guerrilla forces.  If in the event of a resumption of hostilities between Great Britain and the Irish Republic the American troops are drawn into conflict with Irish soldiers, the responsibility must rest with those who presumed to use north-east Ireland as a military base without the free consent of the Irish people.

- 3 сентября в Рэндалстауне (графство Антрим) прогремел взрыв в здании полицейского участка: от взрыва мины было разрушено самое здание, а сержант полиции был ранен
- 4 сентября патруль ИРА в Белфасте организовал засаду, в ходе которой был ранен Джеймс Бэннон. В тот же день в Беллике (графство Фермана) была сорвана попытка взрыва казармы.
- 5 сентября в Клэди (графство Тирон) были убиты двое полицейских, а в Белфасте на Джерри-Адамса старшего (отец Джерри Адамса — будущего лидера Шинн Фейн) было совершено покушение полицейскими. Адамс-старший был ранен, но выжил.
- 9 сентября сержант полиции, детектив Деннис О’Брин был застрелен тремя боевиками ИРА в Бэллибодене (Ратфарнам, графство Дублин). Эта операция стала нарушением распоряжения Военного совета ИРА, который запретил проводить любые военные операции на территории Ирландии. Объявление о награде в пять тысяч фунтов стерлингов за информацию о преступлении вывело к аресту убийц, а также составлению списка причастных к преступлению. Майкл Куилл был допрошен полицией Ольстера и передан в руки ирландской полиции, а в январе 1943 года был интернирован. В сентябре полиция Ольстера и ирландская полиция своими усилиями обнаружили ряд тайников и арестовали ещё ряд боевиков.
- 10 сентября двое солдат ИРА были арестованы у себя в доме в Белфасте.
- 30 сентября в графстве Каван в результате перестрелки полицией был убит Патрик Дермоди, в тот же день по ошибке был застрелен солдат полиции Ирландии.
- 12 октября Макатир и О’Рили были арестованы ольстерскими полицейскими из отдела расследований. Макатир был приговорён к 15 годам лишения свободы за мятеж. Его место занял вскоре Керинс.
- 19 октября Морис О’Нил был арестован полицией Ирландии в Холли-Роуд (Донникарни, графство Дублин) у себя в убежище: в результате схватки был убит детектив. Гарри Уайт сумел сбежать и выбраться в Белфаст, где и принял на себя обязанности командующего после Керинса. На военном суде в защиту О’Нила выступал Шон Макбрайд, однако не добился помилования: О’Нил 12 ноября 1942 был казнён.
- В октябре месяце также был совершён налёт боевиков ИРА на полицейский участок в Донеголе.
- В оставшиеся дни 1942 года, как писал Джей Боуйер Бэлл, боевики совершили порядка 60 атак, не прекратив свои действия и в декабре 1942 года: предполагается, что атаки осуществляли 50-60 выживших боевиков, которые остались в Северной Ирландии. Подразделения на юге Дерри и юге Армы, ранее участвовавшие во всех операциях, не могли уже выполнять свои обязанности согласно требованию штаб-квартиры ИРА. В Каване и Монахане была потеряна связь с локальными подразделениями, также не удалось её удержать и с Западным командованием ИРА. Подводя итог всему этому, Бэлл заключил, что ИРА фактически перестала функционировать и созывать какие-либо фактические встречи, поскольку её руководство почти полностью было в тюрьме[9].

### 1943
- 15 января Хью Макатир, Патрик Доннелли, Нед Магуайр и Джимми Стил бежали из тюрьмы на Крамлин-Роуд в Белфасте.
- 14 февраля Военный совет ИРА наконец-то объявил о продвижении, несмотря на отсутствие средств и, что самое главное, морально-волевых качеств для проведения дальнейших операций в рамках Северной кампании. Своё действие продолжил приказ о запрете военных операций на территории Ирландии. По причине сложившейся ситуации ИРА издала резолюцию с призывом формирования политической партии, выражающей идеологию ИРА и стремящейся к ратификации решения ирландцев об объединении страны, принятого в 1918 году[10]. Тем самым ИРА подтвердила, что создание политической партии может помочь в решении главной задачи, поскольку именно отсутствие политической поддержки привело к краху плана S; такая точка зрения была и в конце 1940-х годов.
- 21 марта из тюрьмы Мэджиллиган в Лондондерри сбежал 21 человек. Джим Тонер из Тирона и его адъютант Джо Карант возглавили побег. В газетах появилось объявление с призывом найти беглецов и обещанием награды в 3 тысячи фунтов стерлингов за информацию об их местонахождении.
- 24 апреля 1943 Макатир в кинотеатре «Бродвей» в националистическом квартале Белфаста под названием Фоллз-Роуд принял участие в мероприятиях, посвящённых годовщине Пасхального восстания. Военный совет ИРА там же зачитал несколько постановлений, заявив, что присутствие американских войск в Северной Ирландии нарушает права ирландцев, а сами они могут в любой момент выступить против ирландцев в случае развязывания конфликта Великобритании и Ирландской Республики. Намёк на отсутствие вооружённого конфликта между странами на самом деле подразумевал объявленную фактически ирландскими националистами войну Великобритании в 1939 году (она стала известна как «план S», но спустя 15 месяцев прекратилась, а в 1942 году началась Северная кампания, которая также находилась в «замороженном» состоянии). Военный совет ИРА не собирался объявлять о прекращении огня, но и не принимал реальную ситуацию в виде развала структуры ИРА на территории острова, что сводило шансы на успех к нулю. В конце своего постановления Совет заявил, что Северная Ирландия держится в составе Британии только за счёт силы, и лишь грубая сила позволит объединить ирландцам остров.

Ирландия держится в составе Империи только по причине силы, и только при помощи силы она освободится. Сейчас Британия борется за само своё существование, и у нас есть славная возможность.

- В мае бежавшие из Мэджиллигана члены штаб-квартиры ИРА — Стил и Бёрк — были арестованы.
- 4 июля полицейские убили Джеки Гриффита в Дублине.
- В октябре был арестован Макатир, и обязанности командования принял на себя Керинс.
- В том же году (дата не установлена) на Росс-Милл, в Клонарде (Белфаст) был застрелен полицейский, пытавшийся предотвратить ограбление[11].

### 1944
- 11 февраля в Дерри был застрелен Шеймус «Роки» Бёрнс.
- 15 июня Чарли Керинс был арестован в доме 50 на Рэтмайнс-Роуд в Дублине. Его осудил военный трибунал Ирландии 9 октября 1944 по обвинению в убийстве детектива Денниса О’Брина. 1 декабря 1944 Керинс был повешен.

### 1945
- 1 марта Исполнительный комитет ИРА был впервые созван с 1938 года. В живых остались только пять его членов: Нед Каррингтон (представлял Клонмел и Итпперэри), Тед Мур (Мункин и Килкенни), Чарли Долан (Слайго), Ларри Гроган (Дрохеда) и Питер О’Флаэрти. После перевыборов был создан новый Военный совет, куда вошли Майкл Конуэй, Чарли Макгиннесс, Шон Эш и Мик Маккарти. Во главе совета встал Патрик «Падди» Флеминг, начальник штаба ИРА.
- 10 марта Падди Флеминг объявил о прекращении огня, фактически признав поражение ирландцев и прекратив объявленную в 1939 году войну под названием «план S»[12]. Наименование «Северная кампания» не было использовано в его обращении[13]

## Значение действий ИРА в период Северной кампании
События 1942—1944 годов можно назвать «кампанией» только с точки зрения республиканцев. Заявления Военного совета ИРА стремились представить Ирландскую республиканскую армию как защитницу Ирландской Республики с 1922 года, хотя, с точки зрения добровольцев ИРА, Республика как таковая ещё не была признана полноценной, и именно это стало поводом для дальнейших боевых действий ИРА. На неудачный исход кампании повлиял тот факт, что ирландцы сотрудничали с разведкой Третьего Рейха, тем самым нанося удар в спину Великобритании, а также смертью Чарли Керинса в июне 1944 года: его кончина обезглавила в буквальном смысле всю Ирландскую республиканскую армию (заменить его не мог никто из штаб-квартиры или Военного совета). Даже ветераны организации расценили отказ многих командующих занять место Керинса как предательство. Министр внутренних дел Ирландии Джеральд Боланд ликовал по поводу провала кампании ИРА, утверждая, что именно он и уничтожил всю организацию. В 1947 году 25 боевиков ИРА были в тюрьмах с пожизненным сроком заключения, что поставило организацию на грань исчезновения,, а к 1950 году 12 добровольцев ИРА отбывали наказание в Крамлин-Роуд, Белфасте. Впрочем, в 1948 году смена правительства Ирландии привела к тому, что всех боевиков ИРА помиловали и выпустили из тюрьмы Портлаус.
Атаки Ирландской республиканской армии были довольно слабыми по причине отсутствия новых добровольцев и жёсткой слежки со стороны властей. Фактически основные атаки состоялись до зимы 1942 года, однако с самого начала после первых провалов стало ясно, что кампанию ирландцы так и не завершат успешно. Ни одно из пограничных подразделений так и не нанесло удар, осознав, что у них нет возможностей для этого, а в штабе командования не было толкового человека с воображением и способностью маневрировать. Изоляция ИРА от общества и сказалась на плачевном результате.

## Сотрудничество с нацистами
Авторитет ИРА был подорван сотрудничеством с абвером, что противоречило принципу нейтралитета, утверждённому ещё Имоном де Валера. 20 апреля 1942 на заседании Военного Совета ИРА было объявлено, что ИРА будет дожидаться победы нацистов и их союзников во Второй Мировой войне и получения шанса прийти к власти. Членами Военного совета были преимущественно служащие Северного командования ИРА, которые, однако, не располагали всей информацией о сотрудничестве ИРА с правительством Германии с 1938 года. В резолюции чётко говорилось следующее:

В качестве прелюдии к любому сотрудничеству между Республикой Ирландией (ИРА) и правительством Германии немецкое правительство однозначно объявит о намерении признать Временное правительство Ирландской Республики законным Правительством Ирландии во всех послевоенных переговорах с Ирландией.
Оригинальный текст (англ.)That as a prelude to any co-operation between Óglaigh Na hÉireann [the IRA] and the German Government, the German government explicitly declare its intention of recognizing the Provisional Government of the Irish Republic as the Government of Ireland in all post-war negotiations affecting Ireland

В том же протоколе штаб-квартира обязывалась предоставлять информацию абверу для войны с Британией, но при этом не подставляя под угрозу гражданское население. Впрочем, агенты абвера не были в состоянии как-либо оказать помощь ирландцам, равно как и ирландцы не могли с ними выйти на связь. Последняя попытка установить контакт с абвером была в конце 1943 года. Уже после войны союзники, узнав о сепаратных переговорах ИРА и нацистов, фактически объявили Ирландию страной-изгоем. Когда Имон де Валера в 1945 году отправил соболезнование министрам Германии в связи с кончиной Гитлера, это добавило масла в огонь. Окончательной катастрофой для экономики Ирландии стало прекращение инвестиций со стороны бизнесменов Канады и США: восстановление торговых отношений удалось наладить только в 1970-е годы, когда британо-ирландский конфликт разгорелся с новой силой, а рассуждать о связях ИРА с нацистами и их союзниками уже не было возможно по причине отсутствия времени и смысла.